# 欧沐沦街道
欧沐沦街道，是中华人民共和国内蒙古自治区赤峰市阿鲁科尔沁旗下辖的一个乡镇级行政单位。

## 行政区划
欧沐沦街道下辖以下地区：
前进社区、天硕社区、和平社区、向阳社区、北山社区、居安社区。